# Kino no Tabi -the Beautiful World-
Kino no Tabi -the Beautiful World- (キノの旅 -the Beautiful World- lit. Los viajes de Kino: el hermoso mundo?) es una serie de novelas ligeras, creadas por el escritor de novelas ligeras Keiichi Sigsawa, publicadas por primera vez en marzo del 2000, el cual fue adaptado a dos series de anime, con 13 y 12 episodios respectivamente, más una OVA y dos películas.

## Argumento
En esta obra, la protagonista es Kino, acompañada de su motocicleta que habla, Hermes, quienes viajan a través de varios países y bosques, cada uno único en su gente y cultura. Kino solo pasa tres días y dos noches en cada pueblo, sin excepción, ya que ese tiempo será suficiente para aprender todo lo importante sobre el lugar, y así dejar tiempo para explorar más lugares.
Tanto en la novela como en el anime se repite la frase: “El mundo no es hermoso, por lo tanto lo es” y la brutalidad, soledad, locura, opresión y tragedia son puestos a la par contra la compasión y la atmósfera de cuento de hadas.
Para protección y cacería, Kino lleva consigo un revólver .44 (llamada “the Cannon”, basado en una Colt M1851) que usa explosivo líquido en vez de pólvora; y una pistola automática .22 (llamada “the Woodsman”, basada en una Colt Woodsman). También carga consigo varios cuchillos. En el anime se muestra que con ella lleva al menos cinco cuchillos, incluso uno que dispara balas de su empuñadura. Kino es una pistolera rápida y practica todos los días antes del amanecer.
La tecnología existe en este mundo, algunas veces al nivel de ciencia ficción, aunque los anacronismos son comunes (por ejemplo, en el mismo país en el que se ven robots que hablan, se ven fonógrafos y a la vez, el mundo no se ha desarrollado en el campo de la aeronáutica). El nivel de tecnología varía de país en país. El mundo tampoco es fuertemente fantasioso (los únicos elementos fantasiosos incluyen tierras que se mueven, una motorrad parlante y un perro parlante), aunque tiene cierto aire a cuento de hadas.

## Medios de comunicación

### Novela ligera
La novela ligera que aún continúa siendo publicada, del autor Keiichi Sigsawa y es ilustrada por Kohaku Kuroboshi, se publica en la revista de MediaWorks's, Dengeki hp desde marzo de 2000, con 15 volúmenes bunko habiendo sido publicados hasta agosto del 2012. Esta ha sido traducida al chino, coreano, alemán y al inglés.

#### Novela derivada
Hay una novela autoparodia de Kino, llamada Gakuen Kino, donde se muestra a ella estando en la preparatoria y siendo una niña mágica. Se han publicado dos volúmenes, uno el 10 de julio de 2006, y el otro un año después.

### Anime
Fue adaptado al anime, producido por el Studio Wombat y GENCO, y estreno en la televisión por satélite WOWOW el 8 de abril de 2003. Mostró un total de 13 episodios, junto con una OVA como prólogo de 12 minutos, y más tarde dos películas de 30 minutos.

#### OVA
“El país de la Torre –Freelance–” (“Tō no Kuni 塔の国”) es un episodio que no fue mostrado con la serie oficial de TV, el episodio trata de un país en donde la gente vive construyendo una torren gigante.

#### Primera película
“Para poder hacer algo –La vida continua–” (“何かをするために―life goes on.―”) es una la primera película que se estrenó el 19 de febrero de 2005. Es una precuela de la serie de TV, donde se muestra a Kino siendo entrenada por su maestra y aprendiendo a conducir a Hermes.

#### Segunda película
“El país de la enfermedad –Para ti–” (“病気の国―For You―”) es la segunda película de 30 minutos, estrenada el 21 de abril de 2007. Está desarrollada un poco después que la serie, Kino y Hermes llegan a un país muy avanzado, donde viven en un ambiente cerrado para evitar los organismos patógenos del exterior. Por petición de los padres de una niña enferma, Kino cuenta acerca de sus viajes a la niña.

#### Remake
Una nueva serie de anime de 12 episodios fue transmitida durante la temporada del otoño japonés de 2017. Fue producida por Lerche y dirigida por Tomohisa Taguchi.

### Videojuego
Aunque no se sabe mucho aún, se ha anunciado un juego para la consola PlayStation Portable.

### Música
Música de apertura para la serie de TV y la OVA
- All the way

Interpretada por: Mikuni Shimokawa.
Música de los créditos para la serie de TV y la OVA
- The Beautiful World

Interpretada por: Ai Maeda.
Tema de los créditos para la primera película
- Hajimari no Nichi

Interpretado por: Ai Maeda.
Tema de los créditos para la segunda película
- Bird

Interpretado por: Mikuni Shimokawa.
Música de apertura para el remake
- Here and there

Interpretada por: Nagi Yanagi
Música de los créditos para el remake
- Satoutama no Tsuki (砂糖玉の月)

Interpretada por: Nagi Yanagi